# Redwater (Texas)
Redwater es una ciudad ubicada en el condado de Bowie en el estado estadounidense de Texas. En el Censo de 2010 tenía una población de 1057 habitantes y una densidad poblacional de 204,87 personas por km².

## Geografía
Redwater se encuentra ubicada en las coordenadas 33°21′30″N 94°15′22″O / 33.35833, -94.25611. Según la Oficina del Censo de los Estados Unidos, Redwater tiene una superficie total de 5.16 km², de la cual 5.15 km² corresponden a tierra firme y (0.1%) 0.01 km² es agua.

## Demografía
Según el censo de 2010, había 1057 personas residiendo en Redwater. La densidad de población era de 204,87 hab./km². De los 1057 habitantes, Redwater estaba compuesto por el 85.9% blancos, el 10.03% eran afroamericanos, el 0.76% eran amerindios, el 0.19% eran asiáticos, el 0% eran isleños del Pacífico, el 1.51% eran de otras razas y el 1.61% pertenecían a dos o más razas. Del total de la población el 1.99% eran hispanos o latinos de cualquier raza.